# Isolierstoß

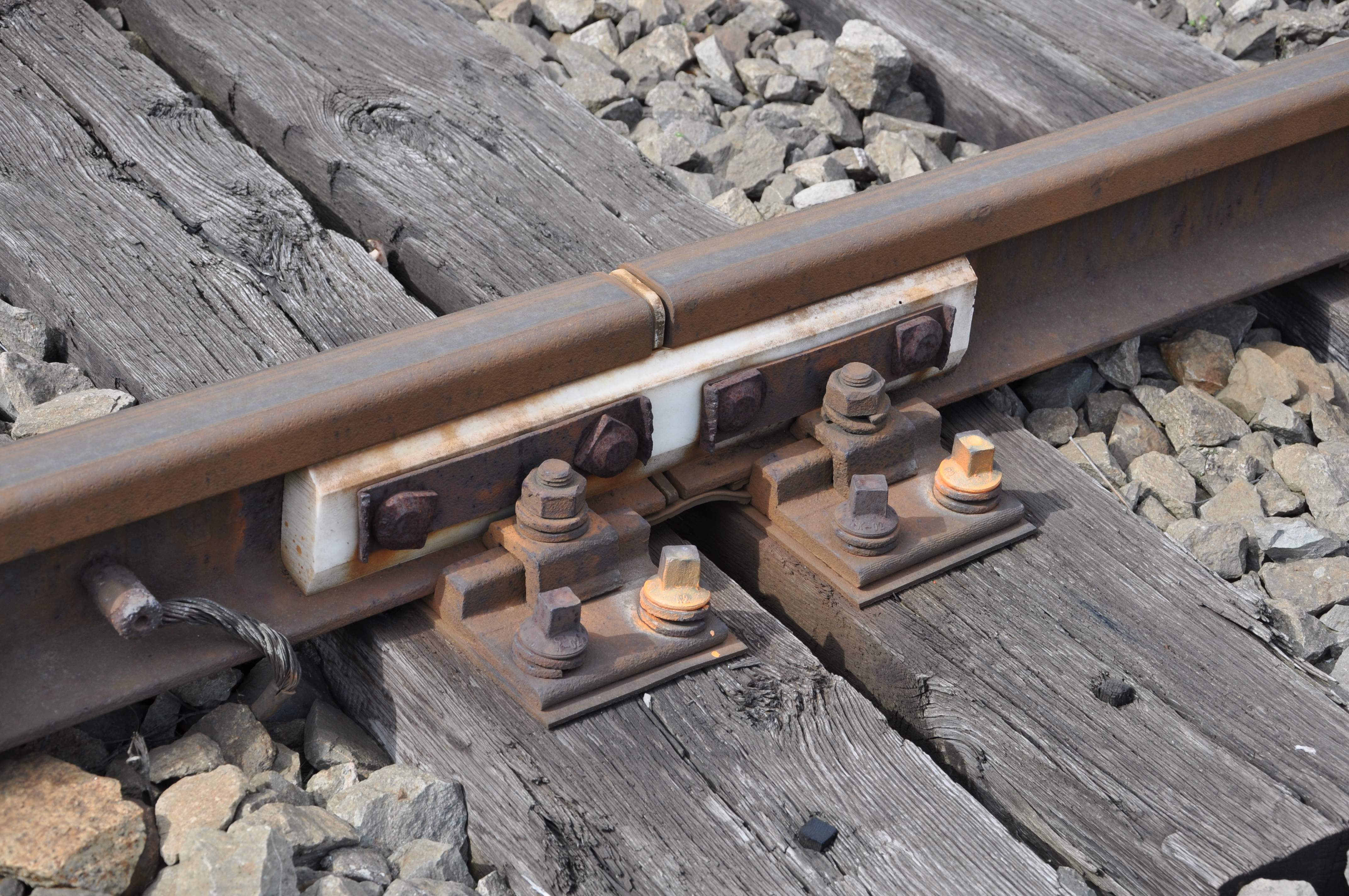
Isolierstoß mit kunststoffummantelten Stahllaschen (Bahnhof Chabařovice; 2016)

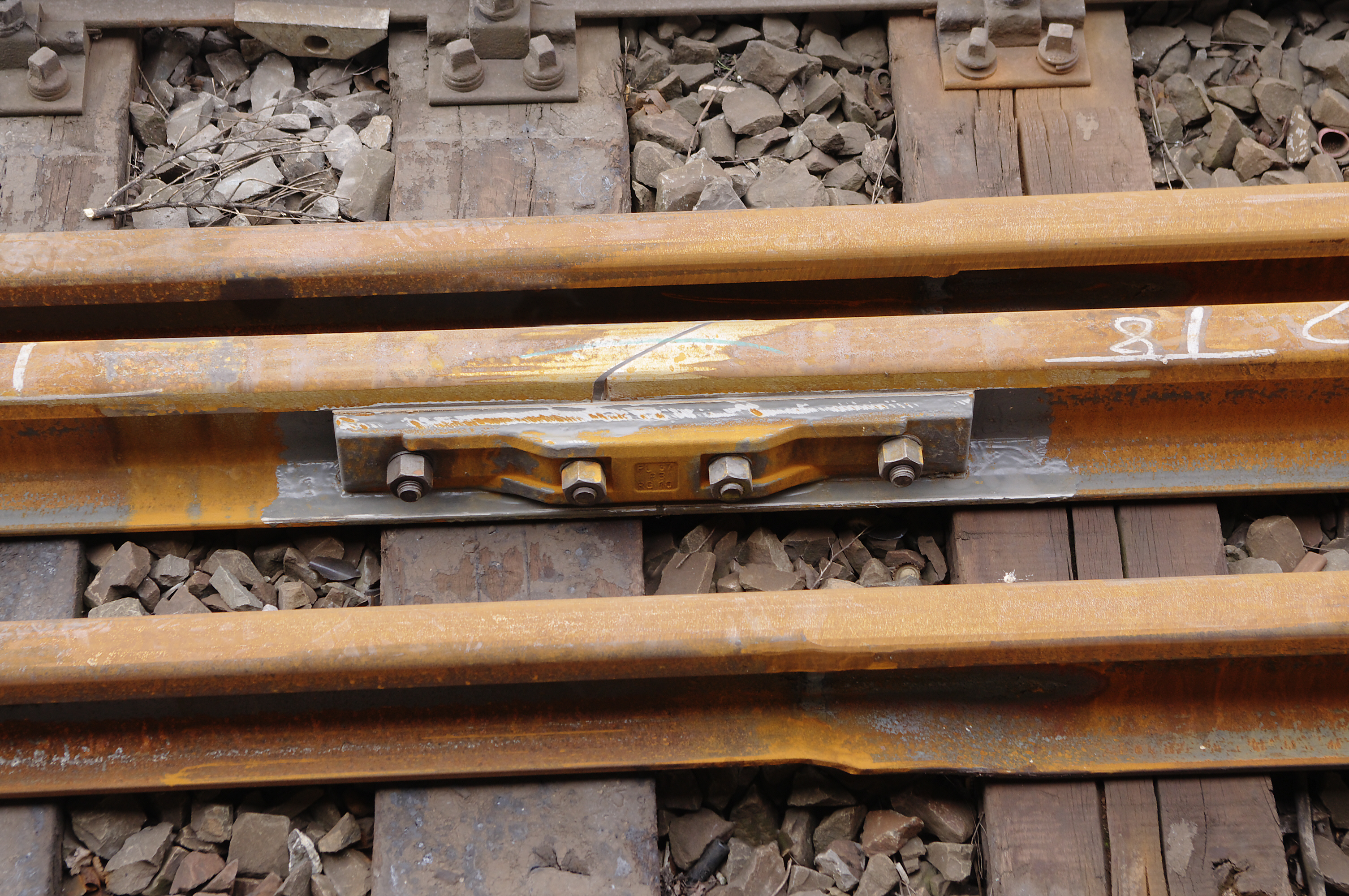
Geklebter Isolierstoß in diagonaler Ausführung IVB 30°

Ein Isolierstoß ist ein elektrisch isolierter Schienenstoß. Er trennt zwei Freimeldeabschnitte eines Gleises voneinander. Zusätzlich werden zwei Isolierstöße pro Schiene hintereinander an Systemtrennstellen als Abriegelstöße eingebaut, um die Rückstromführung insbesondere zwischen Gleich- und Wechselspannungsbereich sauber zu trennen.
Früher kamen Laschenverbindungen aus Holz mit Zwischenlagen aus Holz oder Leder zum Einsatz. Heute werden insbesondere in Stoßlückengleisen kunststoffumspritzte Stahllaschen verwendet. Für die kurzfristige Störungsbeseitigung existieren auch Kunststoffzwischenlagen, die in die Laschenkammer zwischen Schienen und passenden Laschen eingelegt werden. Außerdem ist es möglich, einen Isolierstoß mit Kunststoff-Zwischenlage als verklebten Stoß herzustellen. Problematisch ist in jedem Fall, dass Isolierstöße in lückenlosen Gleisen einen störanfälligen Fremdkörper darstellen. Die wechselnde Belastung durch darüberlaufende Achsen zerstört im Lauf der Zeit die Bindungskraft des Klebers, die Zwischenlage zwischen den Schienenenden kann ausbrechen, wodurch die beiden Schienenköpfe durch Überwalzen Kontakt bekommen.
Die Lage eines Isolierstoßes kann bei Bedarf durch ein Isolierzeichen, früher Isoliergrenzzeichen, gekennzeichnet sein. Dies ist in Deutschland ein niedriger Pflock mit einer flachen Kappe, die einen blauen Pfeil in Richtung Gleis auf weißem Grund zeigt. In der Schweiz wird ein Pflock mit einer runden gelben Kappe verwendet. Das Isolierzeichen zeigt an, wie weit ein Gleis besetzt werden kann, ohne das Umstellen von benachbarten Weichen zu behindern. In Italien wird ein rot und gelb angestrichener Stein (Picchetto limite per circuiti di binario) verwendet, um das Ende eines isolierten Gleisabschnitts anzuzeigen, zudem werden die Isolierlaschen rot und gelb gestrichen.